# Angelo Grizzetti
Angelo Grizzetti (Vedano Olona, 14 maggio 1916 – Bry-sur-Marne, 20 dicembre 1998) è stato un allenatore di calcio e calciatore italiano naturalizzato francese, di ruolo difensore.

## Carriera

### Giocatore
Padre del calciatore Gérard, iniziò la carriera nel Sochaux-Montbéliard con cui disputa tornei di guerra.
Nel 1944 passa al Racing Club de France, con cui milita sino all'anno seguente prima di passare all'AS Angoulême, club con cui milita in Division 2.
Nel 1947 torna al Racing Club de France, club con cui vince la Coppa di Francia nel 1949.
Nel 1950 passa al CA Paris, club in cui chiude la carriera agonistica nel 1952.

### Allenatore
Nel 1952 diventa allenatore del Monaco in D2. Dopo l'esperienza monegasca, terminata con la promozione in massima serie, guida il Red Star, il CA Paris, l'AS Angoulême, l'US Boulogne ed il Racing Paris-Neuilly.

## Palmarès

### Calciatore

#### Competizioni nazionali
- Coppa di Francia: 1

RC Paris: 1948-1949